# Miscogaster hortensis
Miscogaster hortensis är en stekelart som beskrevs av Walker 1833. Miscogaster hortensis ingår i släktet Miscogaster och familjen puppglanssteklar. Arten är reproducerande i Sverige. Inga underarter finns listade i Catalogue of Life.